# Irvine Laidlaw, Baron Laidlaw

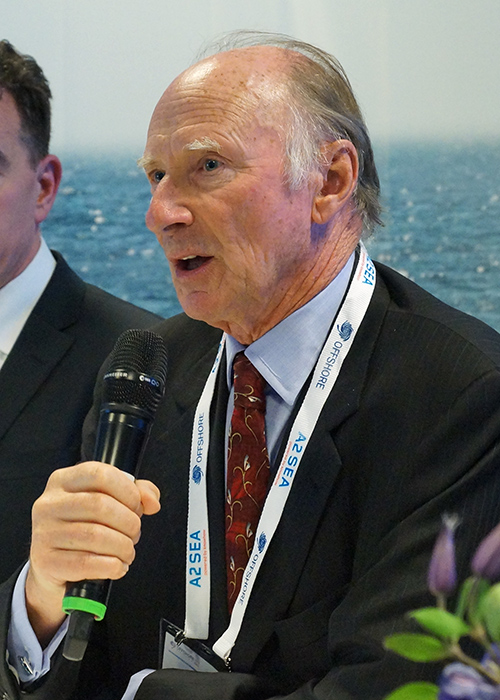
Irvine Laidlaw (2015)

Irvine Alan Stewart Laidlaw, Baron Laidlaw (* 22. Dezember 1943 in Keith, Banffshire, Schottland) ist ein schottischer Geschäftsmann und ehemaliges Mitglied des House of Lords. Er gilt als Schottlands zweitreichster Geschäftsmann. In der Sunday Times Rich List 2007 der reichsten Menschen im Vereinigten Königreich kam er auf den 100. Platz mit einem geschätzten Vermögen von £730 Millionen.

## Leben und Karriere
Laidlaw wurde als ältestes von drei Kindern einer Familie aus Banffshire geboren; die Familie besaß in Banffshire einen Textilbetrieb. Als Laidlaw 22 Jahre war, starb sein Vater Roy, ein Tory Councillor. Laidlaw besuchte die Merchiston Castle School in Edinburgh, die University of Leeds und die Columbia Business School in New York City, wo er 1967 mit einem MBA abschloss. Danach verbrachte er zwei Jahre in den USA. Er begann bei dem US-Verlag Doubleday als Finanzanalyst zu arbeiten, wo er seine Verkaufs- und Marketingfähigkeiten erlernte. Laidlaw wurde schnell zum Chief Executive des Doubleday Book Club befördert; im Alter von dreißig Jahren und kaufte 1973 einen kleinen Zeitungsverlag. 
Im Jahre 1974 gründete er das  Institute for International Research (IIR). 1978 stieg das Institute for International Research ins Konferenzgeschäft ein und nach dem Erfolg von dessen ersten zwei Veranstaltungen änderte sich dessen Ausrichtung schnell auf Konferenzen. 1979 wurden die ersten Konferenzen in Europa und Singapur abgehalten und bis 1980 wurden Büros in Singapur und Hongkong eröffnet. Die Konferenzaktivitäten expandierten nach Malaysia, Indonesien, Thailand und auf die Philippinen. 1986 gab es sieben Konferenzbüros und eine zunehmende Expansion in Europa, Skandinavien, Nord- und Südamerika, der Mittlere Osten und Australasien über die letzte Dekade führte insgesamt zu 46 Unternehmen, dem größten Wachstum jeglicher Unternehmensgruppe seiner Art. Das Unternehmen eröffnete mittlerweile auch Büros in Osteuropa und Portugal.
1984 wechselte das IIR in den Bereich Ausstellungen mit der Eröffnung eines Ausstellungsunternehmens in Singapur und besitzt nun ein großes Portfolio von bedeutenden Ausstellungen rund um die Welt, darunter die Monaco Yacht Show und IPEX.
Während der 1990er Jahre äußerte Laidlaw immer wieder den Wunsch, Milliardär zu werden, verfehlte dies aber. Im Jahr 2005 verkaufte das Institute for International Research (IIR) an Informa zu einem vermuteten Preis von 775 Millionen Pfund Sterling. Dort war Laidlaw seit 1978 Vorsitzender (Chairman) gewesen.
Im Januar 2005 äußerte Laidlaw Interesse daran, zusammen mit dem Newcastle City Council eine Academy School im Westen von Norwich zu gründen, um zwei existierende Schulen zu ersetzen. Die Excelsior Academy öffnete im September 2008 in neuen Räumlichkeiten, geleast vom Newcastle City Council. Laidlaw übernahm keine wichtige Funktion und überließ dies seinem Verwaltungsrat und dem Schulleiter.
Seit 1997 ist er Vorsitzender (Chairman) des Abbey Business Centres. Seit 2000 ist Laidlaw Mitglied des Global Advisory Board Wall Street. 2003 gründete er den Laidlaw Youth Trust. 

## Mitgliedschaft im House of Lords
Laidlaw wurde am 14. Juni 2004 zum Life Peer als  Baron Laidlaw, of Rothiemay in Banffshire, ernannt. Seine Antrittsrede hielt er am 10. September 2004. Nach einem Bericht der Britischen Wahlkommission aus dem Jahr 2007 unterstützte er die Conservative Party bisher mit £2,990,532.20. Laidlaw, der Monaco als Erstwohnsitz angibt, gilt in Großbritannien als Steuerflüchtling. Im April 2007 wurde kritisiert, dass Laidlaw weiterhin seiner Steuerpflicht in Großbritannien nicht nachkomme, obwohl er Mitglied des House of Lords sei. Laidlaw nahm an Debatten des House of Lords teil. Angesichts einer zu erwartenden Steuerschuld von 50 Millionen Pfund beantragte Laidlow 2007 einen Leave of Absence, der ihm gewährt wurde. 
Zu Wort meldete er sich zuletzt am 4. Dezember 2006. Am 16. April 2007 nahm er zuletzt an einer Abstimmung teil. 
In einem Schriftwechsel mit Dennis Stevenson, Baron Stevenson of Coddenham, dem Vorsitzenden der House of Lords Appointments Commission, äußerte Laidlaw sein Bedauern im Hinblick auf sein Vorgehen und seine früher gemachten Angaben betreffend seiner Rückkehr nach Großbritannien. Er gab dabei verschiedene private Gründe an, die eine längere Rückkehr nach Großbritannien unmöglich gemacht hätten. Am 15. April 2010 gab Laidlaw an, aus steuerrechtlichen Gründen keinen Wohnsitz in Großbritannien aufzunehmen. Aus diesen Gründen verlor er seinen Status als Mitglied der Legislative, konnte seinen Titel aber weiterhin behalten.

## Laidlaw in den Schlagzeilen

### Skandal in Monte Carlo
Im April 2008 war Laidlaw das Ziel einer verdeckten Operation des investigativen Journalisten Mazher Mahmood für die Zeitung The News of the World. Laidlaw wurde heimlich mit vier Prostituierten und einem männlichen Gigolo in der Präsidentensuite des Hermitage Hotel in Monte Carlo gefilmt. Er zahlte 27.000 Pfund für diese Begleitung und 6.000 Pfund pro Nacht für die Suite. Dem Artikel zufolge bewirtete Laidlaw die Prostituierten, die Champagner tranken sowie Wein und Kokain zu sich nahmen, bevor sie sich lesbischen, Domina- und Bondage-Sexspielen hingaben. Das Vogue-Model Michelle Vignardi, eines der Mädchen, erzählte der Zeitung The News of the World, dass Laidlaw, der sich gerade von Prostatakrebs und einem Herzinfarkt erholt hatte, kein Kokain nahm. Aber sie fügte hinzu, er habe getrunken und die Sexdroge Viagra genommen und hatte Geschlechtsverkehr mit ihr und einem anderen Mädchen. Vignardi erwähnte, dass sie 3.000 Pfund für eine Nacht mit Sex verlange.
Laidlaw schickte ein schriftliches Geständnis an die The News of the World, in welchem er zugab, sein Leben lang gegen seine Sexsucht anzukämpfen. Er begab sich im Anschluss in eine sechswöchige Therapie in Südafrika, nicht weit vom Goede Hoop, seinem Rückzugsort außerhalb von Kapstadt und spendete 1 Million Pfund an andere Betroffene. Um die öffentliche Schadensbegrenzung kümmerte sich für Laidlaw der britische Polit-Berater Timothy Bell, Baron Bell.

### Helikopter-Unfall
Am 3. August 2009 war Laidlaw am Steuer eines Helikopters, als dieser auf der Little Deer Isle notlanden musste. Er hatte gerade erst von Laidlaws Yacht Lady Christine abgehoben. Die vier Passagiere konnten sicher aussteigen und wateten an Land. Ein Augenzeuge sagte aus, dass er nicht erwartet hatte, dass jemand lebend entkommt.

## Wohltätigkeitsprojekte
2004 gab Laidlaw bekannt, dass er während der nächsten 20 bis 30 Jahre den Großteil seines Vermögens für benachteiligte Schotten spenden möchte. Sein Hauptvehikel war der Laidlaw Youth Trust (zuvor das Laidlaw Youth Project), welcher Stiftungen in Schottland zugunsten von Kindern und jungen Leuten unterstützt. Es wurde berichtet, dass der Trust im Sommer 2009 geschlossen wird, nachdem er über 6 Millionen £ als Unterstützung an die Jugendarbeit in Schottland ausgezahlt hatte. 
Laidlaw spendete außerdem:
- £2 Millionen an den The Prince's Trust
- Nachdem das Moray Council die Schließung der Rothiemay Primary School bekannt gab, spendete Laidlaw Geldmittel für eine Elternkampagne, welche erreichte, dass 21 Schulen geöffnet blieben
- £40,000 an die Keith Grammar School, um ältere Schüler auf die Arbeitswelt vorzubereiten.

- £1,000,000 erhielt die Merchiston Castle School, seine frühere Schule; obwohl er die Teilnahme dort nicht mochte, gab er der Überredung des Schulleiters nach und spendete den Betrag. Das neue Sechs-Klassen-Gebäude an der Schule, das mithilfe seiner Spende gebaut werden konnte, erhielt den Namen Laidlaw House. Außerdem spendete Laidlaw £1,000,000 an Merchiston für Stipendien an akademisch oder musikalisch begabte Schüler von Staatsschulen, die ansonsten nicht dazu imstande wären, die Schule zu besuchen. Derzeit (Stand: Mai 2010) gibt es sieben Laidlaw-Stipendiaten in Merchiston.

## Weitere Ämter und Ehrungen
Laidlaw ist Träger mehrerer Ehrendoktortitel. 2002 wurde er von der University of St Andrews mit einem Doctor of Laws (Hon DL) ausgezeichnet. 2007 erhielt er den Ehrendoktortitel (Hon DHC) der University of Aberdeen.

## Familie
Laidlaw und seine zweite Frau Christine sind Eigentümer eines Weinguts an der französischen Riviera, eines Apartments in Monte Carlo und einem Anwesen in der Nähe von Kapstadt, Südafrika. Dort leben sie abwechselnd.
Sie besitzen weiteres, auf einen Wert von zwei Millionen Pfund geschätztes Haus in London, eine schottische Villa und einen Landsitz in Hampshire. Zur Zeit des Kaufes (2005) des 23.200 m² großen De Goede Hoop Estate in Noordhoek, Südafrika (gekauft für 106 Millionen Rand) war es das teuerste Haus des Landes. Christine Laidlaw teilt Laidlaws Leidenschaft für das Segeln. Außerdem reitet sie; im April 2008 beispielsweise zahlte sie £200,000 bei einer südafrikanischen Auktion für ein Kaltblut mit dem Namen White Hills. Es wurde von Mary Slacks Wilgerbosdrift Stud gezüchtet und nach ihrem früheren Wohnort benannt. Christine Laidlaw benannte es in Noordhoek Flyer nach ihrem südafrikanischen Wohnsitz um. Es gewann den bedeutenden Cape Argus Guineas (Grade 1).

## Hobbys
Laidlaw nimmt regelmäßig an historischen Autorennen rund um die Welt teil, mit seinen Porsche 904 GTS, Porsche 904/6, Maserati 250S & Maserati 6CM. Laidlaw gewann eine Medaille im schottischen Amateurrennen mit einem Ford Focus ST. 2007 fügte Laidlaw einen 1001 hp Bugatti Veyron zu seiner Autosammlung hinzu, welcher manchmal zwischen Noordhoek und Kapstadt auf der weltberühmten Küstenstrecke Chapman’s Peak Drive zu sehen ist. Laidlaw gewann zweimal die Key West Regatta mit seinem Swan 60 Cruiser-Racer Highland Fling. 2003 begann er eine Weltreise mit der von Oceanco gebauten Motoryacht Lady Christine.